# 瑪利亞拉赫修道院
50°24′08″N 7°15′08″E / 50.40222°N 7.25222°E
瑪利亞拉赫修道院（德語：Abtei Maria Laach）是位於德國萊茵蘭-普法爾茨州的一座本篤會的修道院。修道院最早的名稱是拉赫修道院。1862年，耶穌會將拉赫修道院改名為瑪利亞拉赫修道院。

瑪利亞拉赫修道院 - Abtei Maria Laach
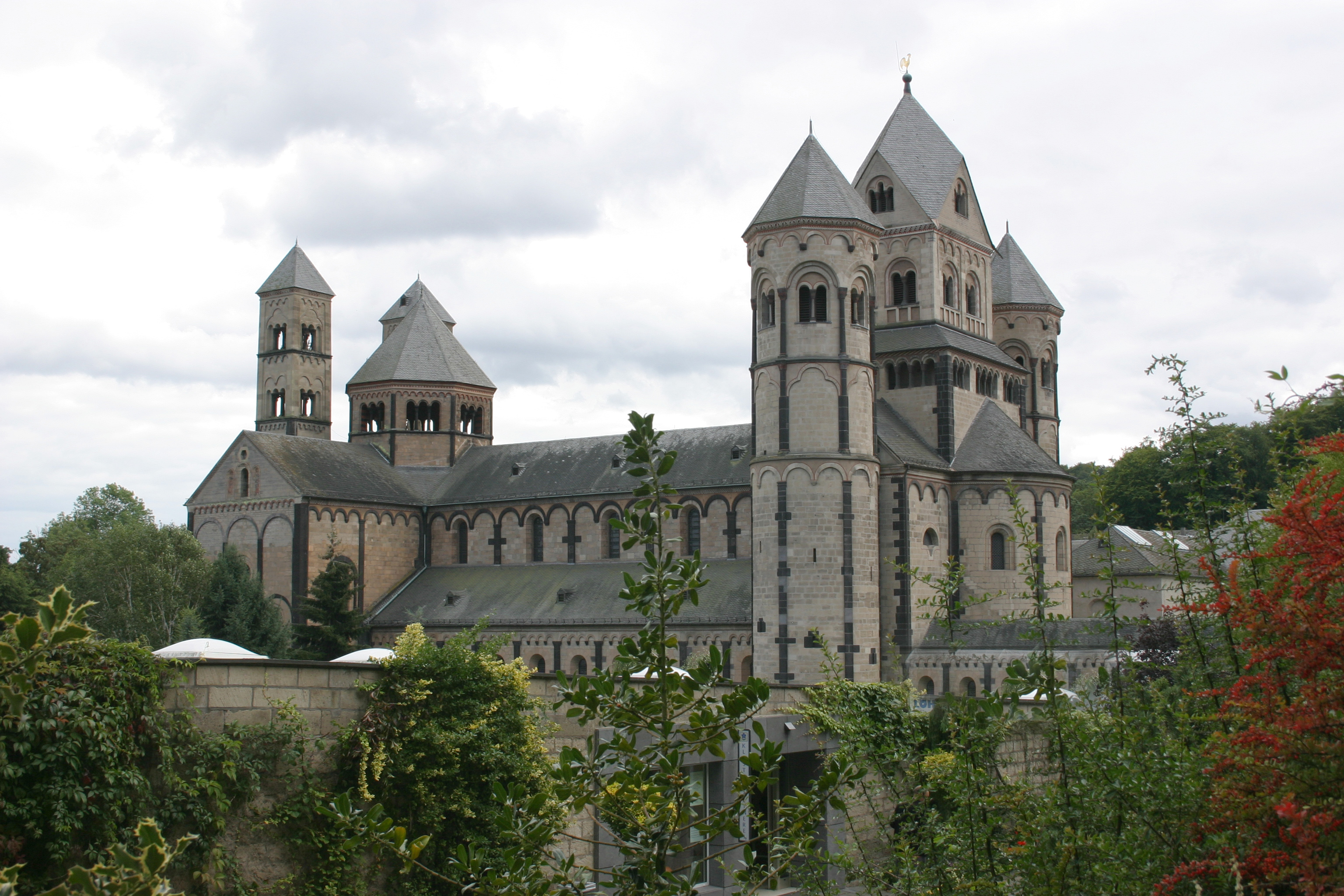
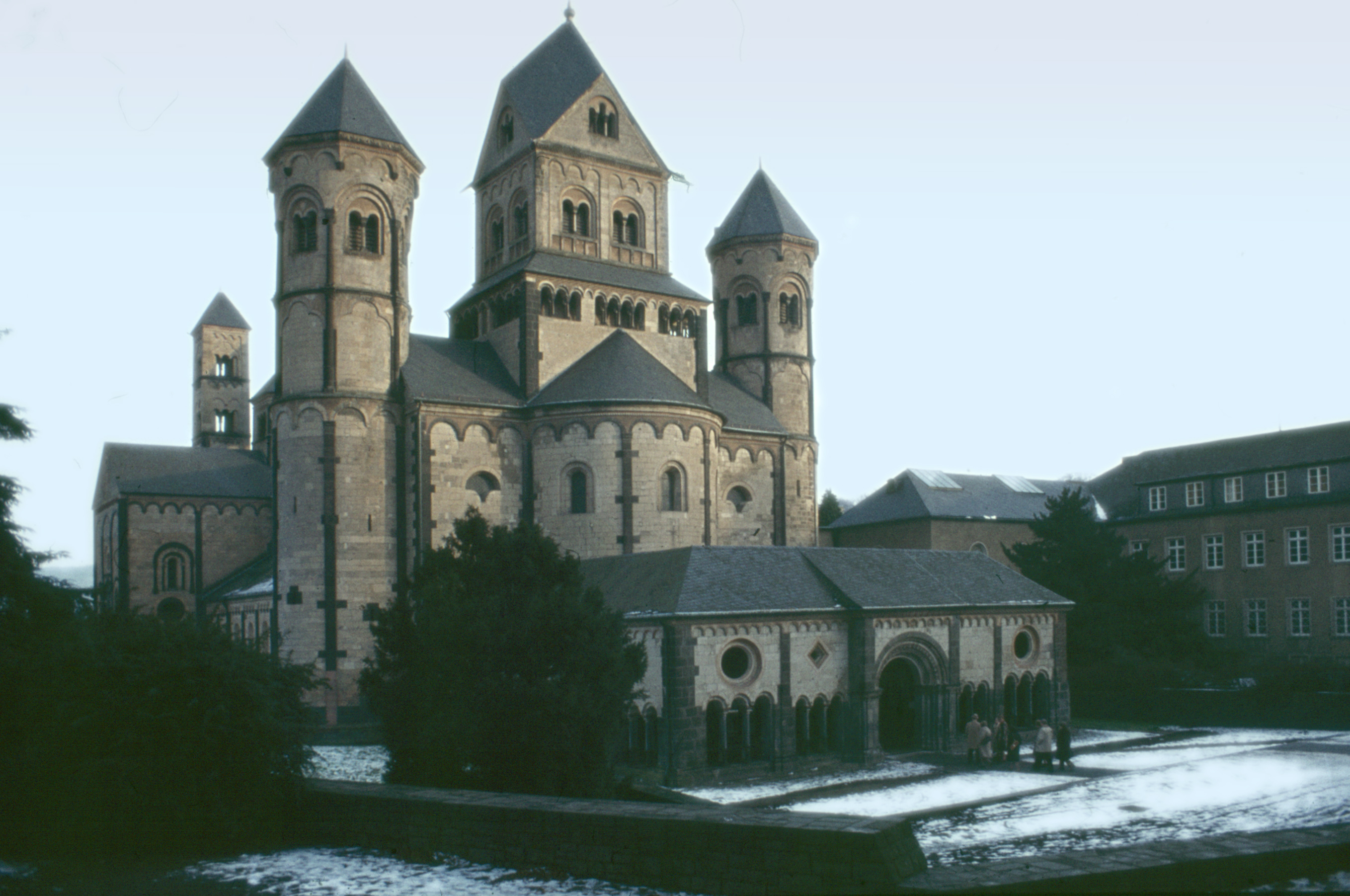
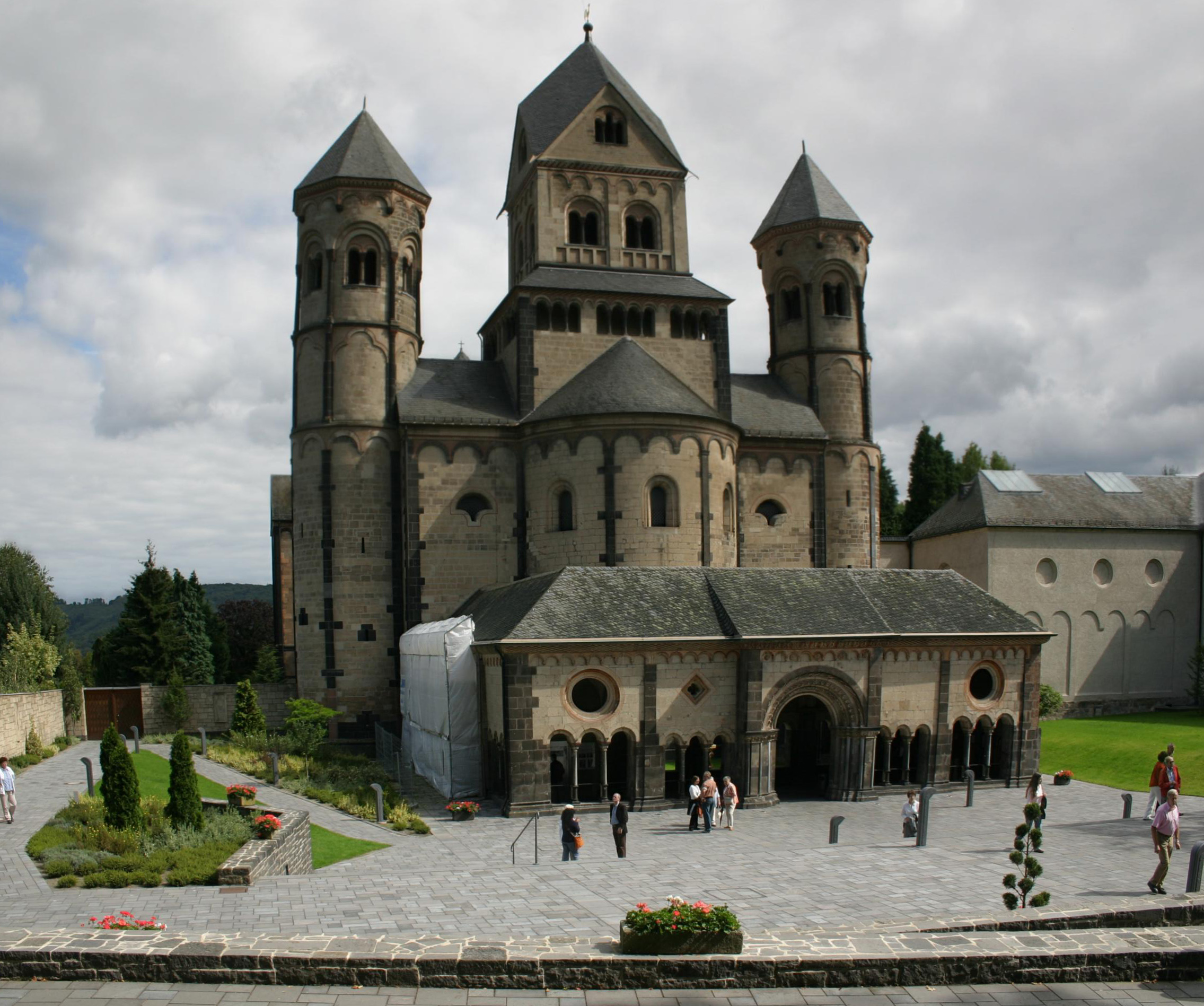
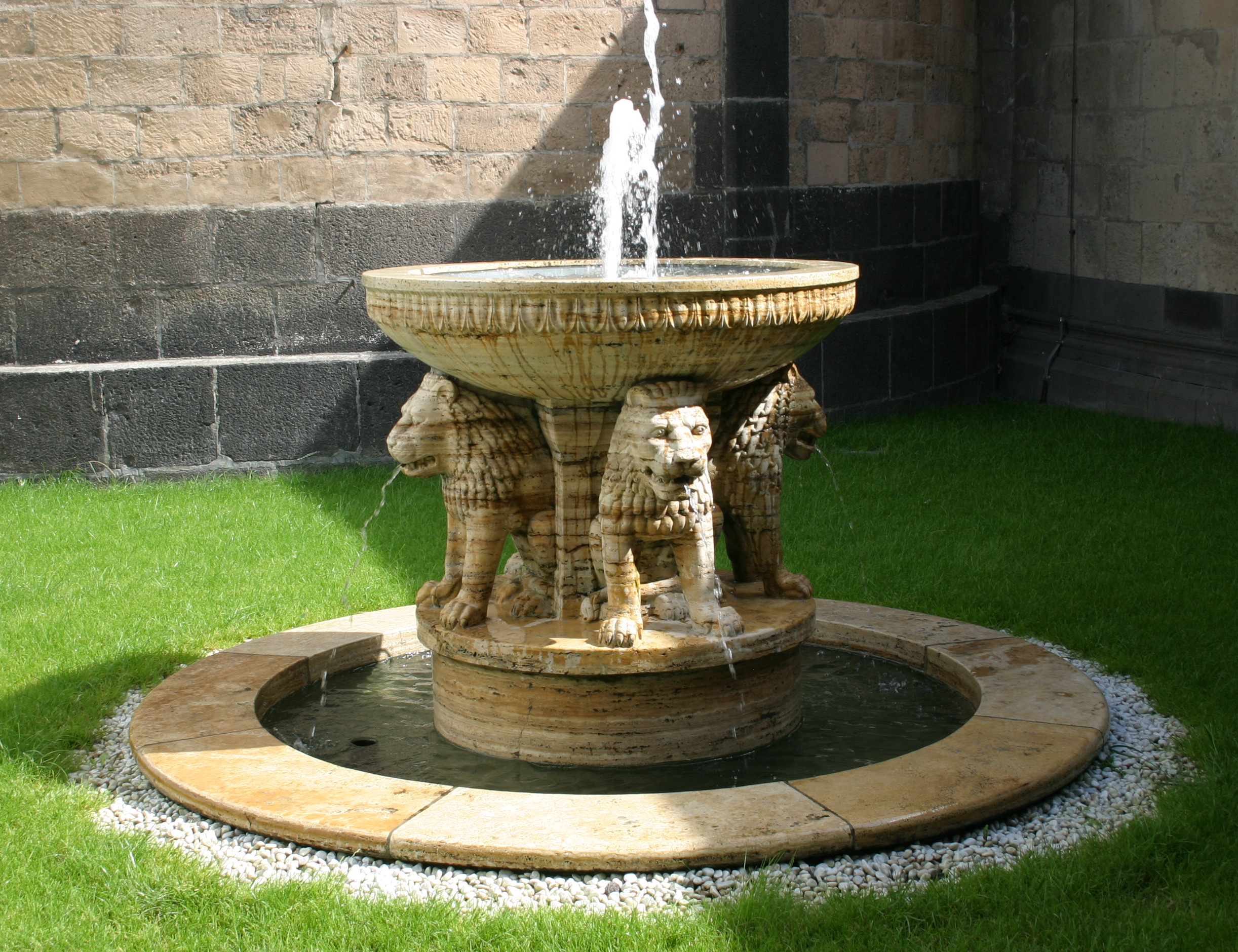
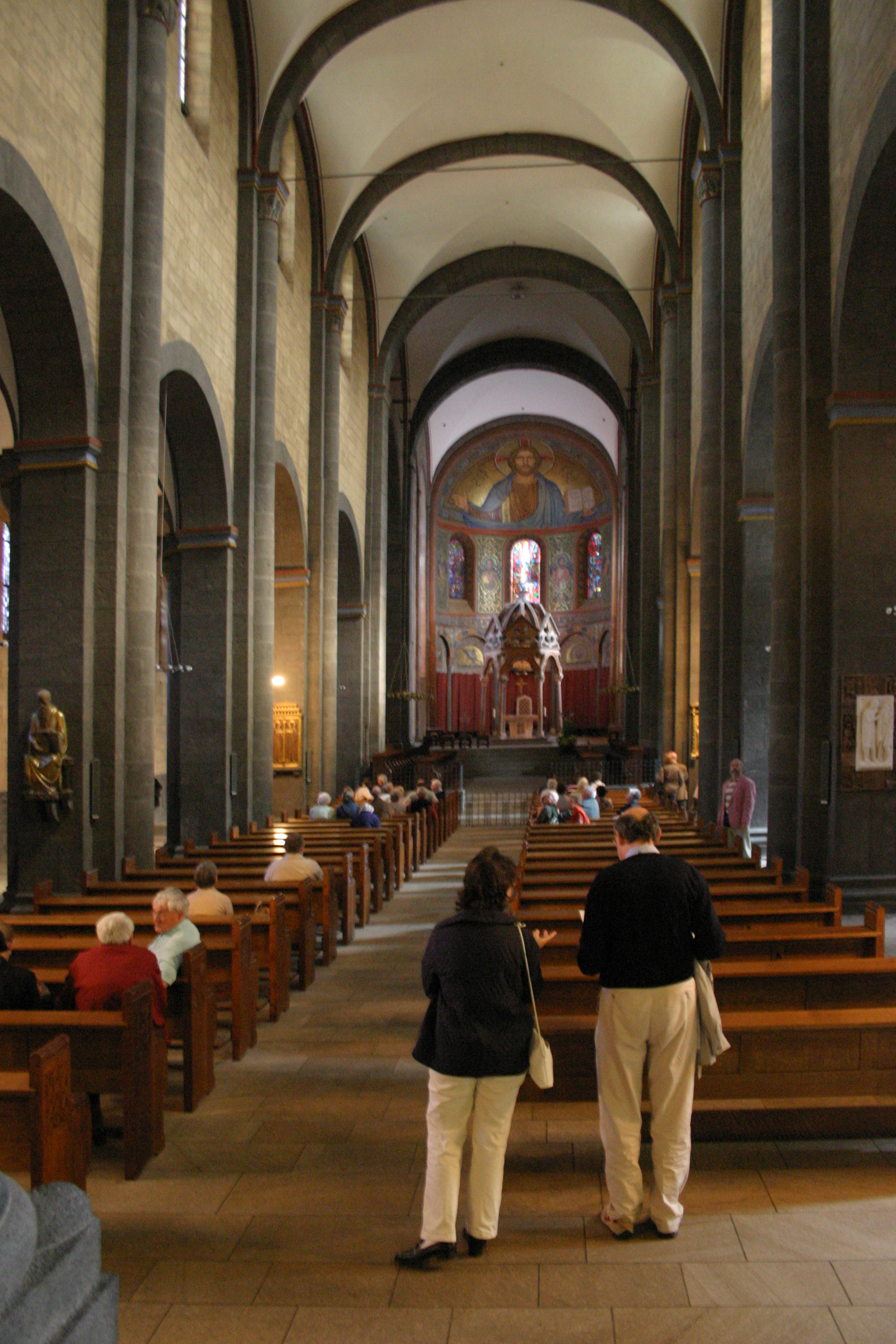

## 外部連結
- （德文） 官方网站
- Maria Laach Abbey （页面存档备份，存于）
- Image: the St Nicholas icon
- Image: the Abbey gardens Archive.today的存檔，存档日期2007-09-27
- Image: Members of the congregation
- . . New York: Robert Appleton Company. 1913.